# سرسرا

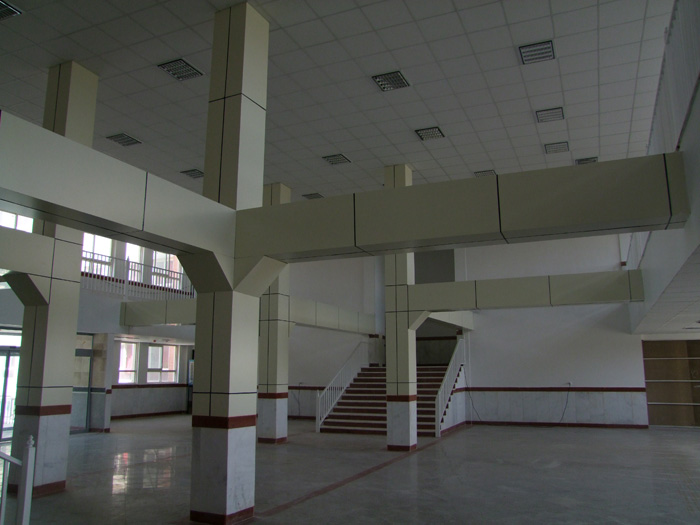
نمای سرسرای آموزشکده سما

سَرسَرا یا لابی (به انگلیسی: Lobby) بخشی از ساختمان است که برای ورود یا خروج استفاده می‌شود و گاهی با عنوان راهرو بزرگ یا سالن ورودی نامیده می‌شود.
بسیاری از ساختمان‌های بزرگ اداری، هتل‌ها و آسمان خراش‌ها سرسراهای خود را تزئین می‌کنند.